# Rod i Rocken
Rod i Rocken var en festival der afholdtes hvert år første weekend i juli måned i Skælskør. Festivalpladsen var beliggende i Skælskør Lystskov i en stor lysning og havde gjort at festivalens motto var "Danmarks Næstsmukkeste Festival". Da Rod i Rocken kom i økonomiske problemer trådte byens bryggeri, Harboe, til og gav støtte til festivalen. Festivalen har eksisteret siden 1993, med støtte fra en ulønnet bestyrelse og ca. 250 hjælpere. Hvert år besøgte ca. 3000 mennesker festivalen.

## Festival efter år
| År   | Dato     | Gæster | Bands | Billetpris i kr. ved indgang | Forsalg i kr. |
| ---- | -------- | ------ | --- | ---------------------------- | ------------- |
| 2012 | 9. juni  | 1700   | Joey Moe, Clemens, De Glade Sømænd, Magtens Korridorer (2. gang)                                                   | 450                          | 350           |
| 2011 | 12. juni | 2300   | Sing Sing Sing, Peter Belli, Die Herren (2. gang), Carpark North (2. gang), Infernal                               | 450                          | -             |
| 2010 | 5. juni  | 2400   | Ida Corr, De Syngende Lussinger, Dalton, Anders Matthesen "Anden", The Blue Van, Medina, Gasoline, Thomas Helmig   | -                            | -             |
| 2009 | 6. juni  | -      | Sys Bjerre, Sigurd Barrett, Carpark North, Anne Dorthe Michelsen, Anne Linnet (2. gang), U2 Expo, Kim Larsen       | 450                          | 375           |
| 2008 | 7. juni  | -      | TV-2 (3. gang), Lis Sørensen (3. gang), Magtens Korridorer, Saybia, The Scooters                                   | 425                          | 350           |
| 2007 | 9. juni  | -      | Anne Linnet, Outlandish, Læderhalsene, Michael Falch (2. gang) & Boat Man Love, Poul Krebs                         | -                            | 285           |
| 2006 | 10. juni | -      | Dodo & The Dodos, Blues Brother Souvenier show, Den Danske Mafia, Johnny Madsen (2. gang), TV-2 (2. gang)          | 300                          | 260           |
| 2005 | 11. juni | -      | Big Fat Snake, Danser med Drenge (2. gang), Die Herren, Johnny Deluxe, Michael Falch                               | 300                          | 250           |
| 2004 | 12. juni | -      | Bent Fabricius-Bjerre m. Trine Gadeberg, Robbie Wiliams Jam, The Sandmen, Shu-Bi-Dua (2. gang), Zididada (2. gang) | 250                          | 215           |
| 2003 | 15. juni | -      | Lis Sørensen (2. gang), All Stars m. Billy Cross, Love Shop, Peter & De Andre Kopier, Suzie Quatro, Smokie         | 250                          | 210           |
| 2002 | 15. juni | -      | Gnags, Killer Queen (4. gang), Nikolaj Steen, Nikolaj og Piloterne, Danser med Drenge                              |                              |               |
| 2001 | 16. juni | -      | Zididada, Allan Olsen, Pretty Maids, Innocent Blood, Sanne Salomonsen, Henning Kvitnes                             |                              |               |
| 2000 | 19. juni | -      | TV-2, Lis Sørensen, Dean Michael - afskedsshow, Michael Falch, Inside the Whale                                    |                              |               |
| 1999 | 19. juni | -      | Shu-Bi-Dua, Søren Sko, Johnny Madsen, Freya, Killer Queen (3. gang)                                                |                              |               |
| 1996 | 15. Juni |        | Big Fat Snake, Henning Stærk, Killer Queen, Day Tripper, Covers of Creedence                                       |                              |               |

## Udvikling
I 2012 blev der vist EM landskamp mellem Danmark og Holland på storskærm. Pladsen blev i 2010 udvidet med 1000 kvadratmeter, så den nu kan rumme lidt over 4000 gæster.

## Eksterne kilder og henvisninger
1. ↑  Sømandsviser og fodbold på Rod i Rocken Skælskør Avis 13/12 2011
2. ↑  "http://www.rodirocken.dk". Arkiveret fra originalen 24. juni 2013. Hentet 28. maj 2012. {{cite web}}: Ekstern henvisning i |title= (hjælp)
3. ↑  Visit Sydvestsjælland (Webside ikke længere tilgængelig)

|  | Denne artikel kan blive bedre, hvis der indsættes geografiske koordinater Denne artikel omhandler et emne, som har en geografisk lokation. Du kan hjælpe ved at indsætte koordinater i wikidata. |